# 由夢想與色彩組成的
《由夢想與色彩組成的》是feng在2019年2月22日發售的戀愛冒險類型成人遊戲。

## 概要
起初原定2015年發售。2014年在Comic Market販賣各種商品。2015年冬季的秋葉原電氣外祭販售以飛鳥井姬色與黑羽鷗為封面的官方公式書。
2018年5月5日公開官方網站，原定2019年1月25日發售，後來延期至2月22日。

## 故事簡介
乙原藍小時候和兒時玩伴組成「地球防衛軍」，但在飛鳥井姬色轉學之後，這個團體也隨之解散。而在藍高中二年級的冬天，姬色卻轉進了他所就讀的神門學園，並在另一位青梅竹馬黑羽鷗協助下成立了社團「神門防衛社」，成立了這個社團之後，姬色決定要找回地球防衛軍成員們的羈絆。

## 登場角色

### 主要角色
乙原藍
作品男主角。神門學園二年級生。小時候在姬色轉學後主動解散地球防衛軍。
飛鳥井姬色（聲：桃山いおん）
神門學園二年級生，藍的青梅竹馬。小時候前往海外留學，在高中二年級時的冬天轉到神門學園就讀。聽聞藍解散了地球防衛軍感到失望，後來在鷗的幫忙下成立社團「神門防衛社」並擔任社長。
黑羽鷗（聲：小波すず）
神門學園二年級生，藍的青梅竹馬。有著毒舌的個性，但同時也擅長照顧人。喜歡角色扮演。
乙原戀（聲：藤咲ウサ）
神門學園二年級生，藍的妹妹。以前個性膽小，現今在學校是如同偶像的存在。由於母親前往海外工作而負責包辦家事。
刻乃雲（聲：柚原みう）
神門學園二年級生，藍的青梅竹馬。有著神祕氣質且沉默寡言的少女。家中經營神社。
七夕紫織（聲：白月かなめ）
神門學園三年級生，藍的青梅竹馬。從小在家裡的要求下學習格鬥技。平時個性溫柔優雅，但生氣時非常可怕。

## 主題曲
片頭曲
作詞、作曲、編曲：堀江晶太，主唱：佐咲紗花
片尾曲
作詞、作曲、編曲：堀江晶太，主唱：

## 外部連結
- 《由夢想與色彩組成的》遊戲官網 （页面存档备份，存于）（日語）